# ناو ایزومو
ناو ایزومو (به انگلیسی: Japanese cruiser Izumo) یک کشتی بود که طول آن ۱۳۲٫۲۸ متر (۴۳۴ فوت ۰ اینچ) بود. این کشتی در سال ۱۸۹۸ ساخته شد.